# Noura Qadry
Noura Mostafa Qadry ( em árabe: نورا مصطفى قدري   ) ( pronúncia egípcia : Noura Mostafa Adry), mais conhecida simplesmente como Noura, (nascida em 18 de junho de 1954 como Elweya Mostafa Mohamed Adry ) é uma atriz egípcia aposentada. Ela começou sua carreira no cinema egípcio na década de 1970 e continuou atuando até se aposentar na década de 1990, e usava o Hijab (lenço islâmico), vivendo agora uma vida religiosa.

## Biogafia
Noura nasceu no Cairo de pais egípcios no bairro de classe média de Shubra . Ela é irmã da atriz Poussi . Desde a década de 1990, ela rejeitou qualquer aparição na mídia e vive uma vida tranquila como devota muçulmana.